# Escitalopram
L'escitalopram, commercialisé dans divers pays sous les noms de Lexapro, Cipralex, Sipralexa et Seroplex, est un antidépresseur inhibiteur sélectif de la recapture de la sérotonine. L'escitalopram est utilisé dans le traitement de la dépression et de l'anxiété.
Succédant depuis 2004 au citalopram, qui était le mélange racémique (forme R + forme S) et avait la même action thérapeutique mais dont le brevet avait expiré, l'escitalopram (S-citalopram) est chimiquement son énantiomère de la forme S pure, la seule forme véritablement active du médicament. Cela permettrait aussi de se passer d'ingérer inutilement la forme R et par conséquent d'éventuellement diminuer les effets secondaires d'un traitement.

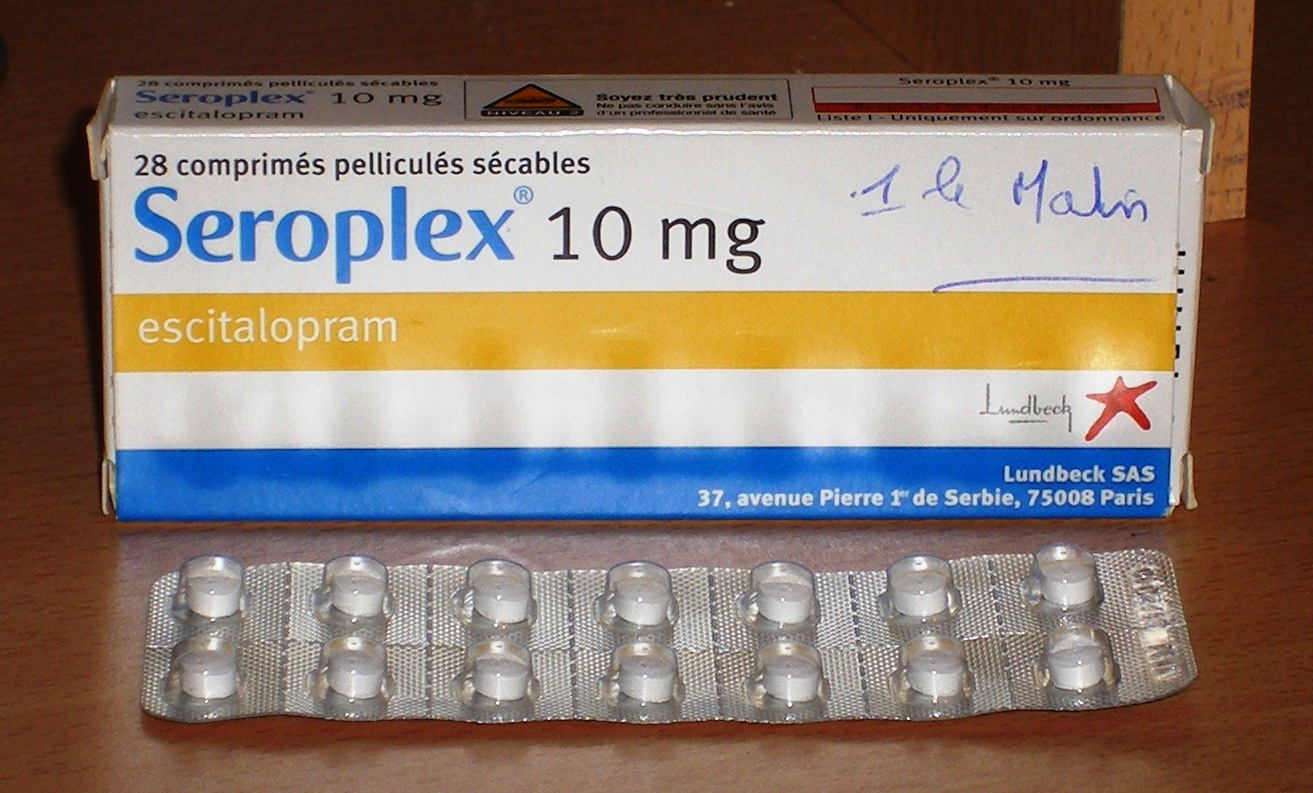
Boîte d'escitalopram de 10 mg (Seroplex, par Lundbeck).

## Histoire
En 1989, les laboratoires pharmaceutiques Lundbeck et Forest Laboratories déposent le brevet de leur nouveau médicament, le Citalopram, un antidépresseur inhibiteur sélectif de la recapture de la sérotonine.
En 1997, voyant que le brevet du citalopram allait expirer, ils ont développé deux stratégies pour conserver les profits de ce médicament.
La première est de racheter tous les laboratoires avancés dans le développement des génériques du citalopram pour interrompre leurs projets, et d'offrir une indemnité aux autres pour qu’ils renoncent à le commercialiser. L'Union européenne engage en 2010 une procédure antitrust qui les oblige à changer de stratégie.
La seconde est de concevoir une nouvelle molécule brevetable. Pour cela, ils ont isolé la forme (S) du racémique qui est la seule active et l'ont brevetée sous le nom d'escitalopram.
Il fut développé à partir de l'été 1997 et présenté à la FDA en mars 2001. Celle-ci émit son approbation pour les mêmes indications : la dépression majeure en août 2002 et pour le trouble de l'anxiété généralisée en décembre 2003.

En France, l'escitalopram reçoit aussi en 2001 un avis favorable de la Commission de mise sur le marché en raison de son innocuité, mais la note 5 de la Commission de transparence, c'est-à-dire un avis selon lequel il n'apporte aucun effet thérapeutique nouveau par rapport au citalopram. En 2004, le dossier est représenté et, grâce à une forte campagne de lobbying auprès des membres de la commission, un bénéfice minime est reconnu (note 4) et la commercialisation commence sous la marque Seroplex. Remboursé finalement au taux maximum (note 1) à 65 %, le Seroplex fait partie en 2009 des dix médicaments générant le plus de remboursements par la sécurité sociale française.
En 2014, le brevet du Seroplex tombe à son tour dans de domaine public, et le laboratoire Lundbeck lance un nouvel antidépresseur, la vortioxétine commercialisée sous le nom de Trintellix aux États-Unis et de Brintellix en France. Ce dernier reçoit lui aussi un avis défavorable du fait qu'il n'apporte pas de progrès thérapeutique par rapport au Seroplex.
Les membres de la commission et les experts chargés en France de donner un avis sur le Seroplex auraient reçu des paiements du laboratoire pharmaceutique, causant à la Sécurité sociale française un préjudice d'environ un milliard d'euros. En avril 2015, le Parquet de Paris a ouvert une information pour conflit d'intérêts et chargé de l'enquête la section de la Police judiciaire spécialisée dans la lutte contre la corruption.

## Pharmacologie
L'escitalopram a les mêmes indications et les mêmes effets thérapeutiques et indésirables que le citalopram, auquel il succède. Cependant, d'après les laboratoires Lundbeck et une étude publiée en 2004 par J.-M. Azorin dans la revue L'Encéphale, l'escitalopram est plus efficace dans les dépressions sévères. Ils auraient pour cela réinterprété les données d'études comparant les deux molécules avec des critères non définis au moment des études. Il est le plus sélectif des inhibiteurs de recapture de la sérotonine (octobre 2003).
Il est homologué et indiqué dans le traitement :
- de la dépression majeure ;
- du trouble de l'anxiété généralisé.

D'autres indications comprennent :
- la phobie sociale ;
- le trouble panique ;
- le trouble obsessionnel compulsif.

L'escitalopram agit en bloquant les transporteurs de sérotonine (SERT) qui recapturent celle-ci, l'augmentant ainsi dans la fente synaptique et permettant le passage de l'information entre les neurones.
Une étude (sur le modèle animal) laisse entendre qu'il pourrait réduire la circulation de cytokines pro-inflammatoires sans diminuer la qualité du sommeil dans le cas de dépression post infarctus du myocarde.

## Efficacité
La revue Prescrire est très nuancée sur cet isomère et estime qu'il n'apporte aucun avantage thérapeutique par rapport au citalopram ou à la venlafaxine, que ce soit pour les états dépressifs sévères ou les attaques de panique.
Dans le traitement de la dépression, des études ont montré la supériorité clinique de l'escitalopram par rapport à certains ISRS comme la paroxétine, la fluvoxamine, la sertraline, la fluoxétine et la duloxétine,. Néanmoins aucune étude clinique n'établit de comparaison entre l'escitalopram et un tricyclique dans le cas des patients gravement dépressifs. Comparé à la duloxétine, l'escitalopram semble avoir une meilleure efficacité en début de traitement.
Il serait plus efficace que le citalopram et qu'un placebo dans le traitement du trouble anxieux généralisé (TAG), des phobies sociales généralisées et des troubles obsessionnels compulsifs (TOC).
Cette molécule semble également améliorer les bouffées de chaleur lors de la ménopause.

## Posologie, contre-indications
- Allongement du QT[14]. En 2011, l'Agence française de sécurité sanitaire des produits de santé a informé que les doses de citalopram et d'escitalopram devaient être diminuées, voire supprimées, aux patients présentant un allongement de l'intervalle QT[15].
- En tout état de cause, la dose maximale d'escitalopram est limitée à 20 mg par jour et abaissée à 10 mg pour les sujets de plus de 65 ans, ou présentant une insuffisance hépatique[15],[16].

## Interactions médicamenteuses
L'interaction médicamenteuse la plus courante est l'association avec d'autres substances à action sérotoninergique (qui augmente la sérotonine) comme les autres antidépresseurs IMAO ou tricycliques, les triptans, le millepertuis, les suppléments en 5-HTP (extraits de la Griffonia), la Rhodiola rosea, etc. qui peuvent conduire à un syndrome sérotoninergique (excès de sérotonine dans le cerveau).
Une autre interaction médicamenteuse, moins courante mais dangereuse, est possible avec le dextrométhorphane. C'est un constituant des médicaments contre la toux et le rhume, mieux connu sous le nom de DXM. Ce constituant réagit avec l'escitalopram, mais aussi avec tout autre antidépresseur de la famille des ISRS.

## Effets secondaires
Comme toutes les substances psychotropes, l'escitalopram n'est pas sans effets secondaires, variables en intensité.
Dans les essais cliniques, les effets suivants ont été rapportés,,, :
Effets secondaires très fréquents (plus de 10 % des cas)
- céphalées (15,8 % des patients) ;
- nausées (15 % des patients) ;

Effets secondaires courants (entre 1 et 10 % de cas)
- insomnie (9,2 %) ;
- diarrhée (8 %). La revue Prescrire fait état, lors des essais cliniques comparatifs, d'un arrêt de traitement pour effets indésirables chez 5,9 % des patients. Ainsi, 73 % des patients sous escitalopram rapportent un événement indésirable[9] ;
- somnolence (6,9 %) (particulièrement en début de traitement) ;
- la prise de poids est quasi inexistante, 0,6 kg après six mois de traitement contre 0,2 kg avec un placebo ;
- légère baisse de la libido et un retard de l'éjaculation (9 % des patients). On a décrit une dysfonction sexuelle liée aux médicaments ISRS (en anglais : Post SSRI Sexual Dysfunction, PSSD), un dysfonctionnement sexuel causé par un traitement par les médicaments antidépresseurs ISRS. Le PSSD persiste après la fin du traitement par l'ISRS et peut devenir chronique et irréversible[22],[23]. Chez les femmes, un dysfonctionnement est observé dans 48 % des cas[24]. Dans le cas où il existe des dysfonctions sexuelles (désir sexuel hypoactif, anorgasmie, trouble de l'excitation...) antérieures à l'apparition d'un état dépressif, une utilisation de l'escitalopram devra être évitée[25] ;
- allongement du QT[14], ce qui contre-indique son association avec la plupart des neuroleptiques ;
- vertiges ;
- paresthésies ;
- tremblements ;
- augmentation ou diminution de l'appétit ;
- anxiété ;
- agitation ;
- rêves anormaux ;
- anorgasmie ;
- congestion nasale ;
- constipation ;
- vomissements ;
- sécheresse de la bouche (xérostomie) ;
- transpiration excessive (hyperhidrose) ;
- arthralgies (douleurs articulaires) ;
- myalgies (douleurs musculaires) ;
- fatigue inhabituelle ;
- pyrexie (fièvre) ;
- impuissance (dysfonction érectile).

## Sevrage
L'arrêt d'un ISRS nécessite une diminution progressive de la dose prescrite. Comme tous les antidépresseurs, un syndrome de sevrage très pénible peut apparaître, selon la durée du traitement, l'état du patient et d'autres circonstances. Ces symptômes de sevrage peuvent être de l'irritabilité, de l'insomnie, de l'angoisse, des étourdissements ou de la paresthésie. Ils sont souvent interprétés à tort par le patient comme une rechute de l'affection primitive.
Il est impérativement conseillé de ne jamais arrêter le traitement d'un coup, mais de diminuer progressivement la dose sur une durée de plusieurs semaines, avec un suivi par le médecin et si possible un appui psychologique de l'entourage.